# Українці в Казахстані
Українська діаспора в Казахстані за своєю чисельністю одна з найбільших серед українських громад світу (після української діаспори в Російській Федерації та США).
Українські поселенці в Північному Казахстані на Західному Сибіру іноді називали цей регіон Сірим Клином.

## Історія

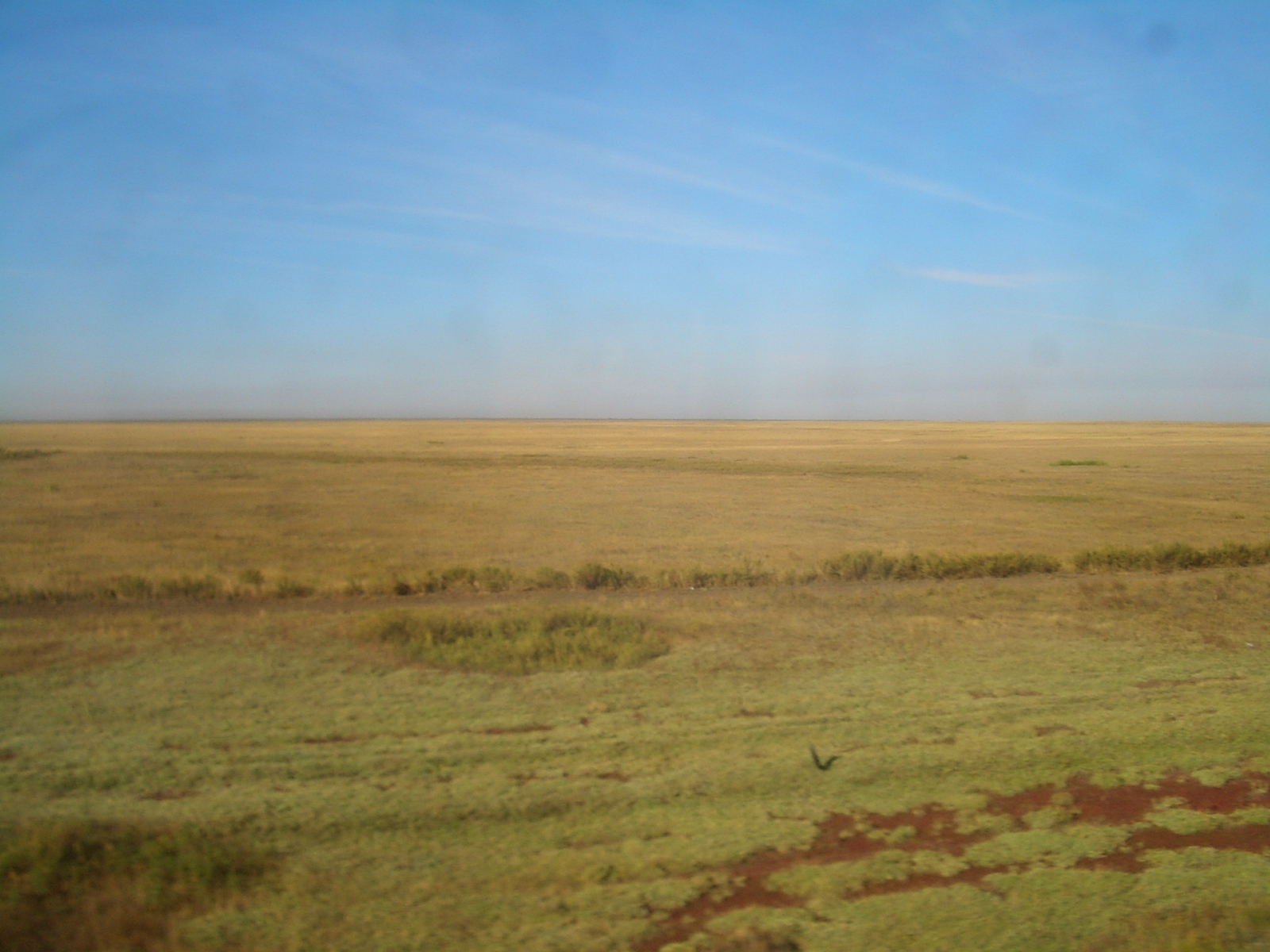
Степи Північного Казахстану біля Акмоли та Астани — регіон, де поселилося багато українців.

### Російська імперія
Першими українцями на казахській землі вважаються заслані до північного Казахстану (Західного Сибіру) учасники придушеного 1768 р. гайдамацького руху, відомого в історії під назвою «Коліївщина». Активніше формування української етнічної групи в Казахстані починається з другої половини XIX століття, коли сюди в пошуках вільних земель стали прибувати переселенці з Таврійської, Катеринославської, Херсонської, Харківської, Полтавської, Київської, Чернігівської, Подільської та Волинської губерній. На початок XX ст. до Казахстану й Центральної Азії переселилося понад 100 тис. українців. Значно посилився український переселенський рух до Казахстану після столипінської аграрної реформи. Питома вага українців у всьому населенні Казахстану зросла з 1,9% в 1897 р. до 10,5% в 1917, причому переважна їх більшість концентрувалася в Акмолинській (7,5% населення в 1897 р. і 29,5% — в 1917) і Тургайській (відповідно 1,0 та 21,6%) областях.
За переписом 1926 року етнічні українці становили суттєву частку населення у Кустанайській окрузі Верхньо-Тобольського краю (41,3%) та Кокчетавському (28,5%), Петропавлівському (23,8%), Атбасарському (40,9%), Акмолінському (25,5%) повітах Ішимського краю та Павлодарському повіті Іртишського краю (32,6%).

### Казахська РСР
У 1930-ті роки значні міграційні потоки спрямовувалися в новостворювані промислові центри Казахстану. З розгортанням суцільної колективізації розпочався також процес примусового виселення з України так званих розкуркулених селян. Протягом 1930—1931 рр. у північні та східні райони СРСР, зокрема до Казахстану, було виселено майже 64 тис. українських родин. Значна кількість українців була переселена до Казахстану в 1939—1940 рр. внаслідок депортації із Західної України. 1941 р. з України евакуйовано чимало заводів та десятки тисяч фахівців. Багато з них залишилися в Казахстані на постійне проживання. Протягом 1941—1942 рр. з України евакуйовано до Казахстану також 52 дитбудинки. Частину дітей було передано на патронування та всиновлення, інших працевлаштоване — в колгоспах, радгоспах, на промислових підприємствах. Наприкінці Другої світової війни тюрми й концтабори Караганди, Джезказгана поповнювалися в'язнями-українцями, переважно тими, хто звинувачувався в належності до ОУН-УПА. На січень 1953 р. на спецпоселенні в Казахстані, переважно в Карагандинській області, перебувало 7,9 тис. українців. Чимало українців залишилися в Казахстані в період освоєння цілини в 1954—1960 рр. Робітничі колективи ряду новостворених радгоспів у Кустанайській та Акмолинській областях майже повністю складалися з українців.
На початку 1930 р. в республіці на українську мову викладання переводилося 400 шкіл, готувалися до випуску підручники, стали виходити українські газети. В Октябринському районі, де абсолютно переважали українці, всі школи мали бути переведені на українську мову навчання. Однак невдовзі політика українізації в Казахстані була згорнута, школи в українських селах переведено на російську мову викладання, українські газети закрито. За браком практично будь-яких умов для національно-культурного розвитку українська спільнота Казахстану поступово втрачала свою етнічність. Найбільш виразно це виявлялося в ставленні до мови: своєю рідною мовою назвали українську в 1926 р. 78,7% українців Казахстану, у 1959 — 60,4%, у 1970 — 51,5%, у 1979 — 41,3%, у 1989 — 36,6%[джерело?]. Згідно даних перепису населення 2021 року, лише близько 20% етнічних українців вказали українську мову своєю рідною мовою.

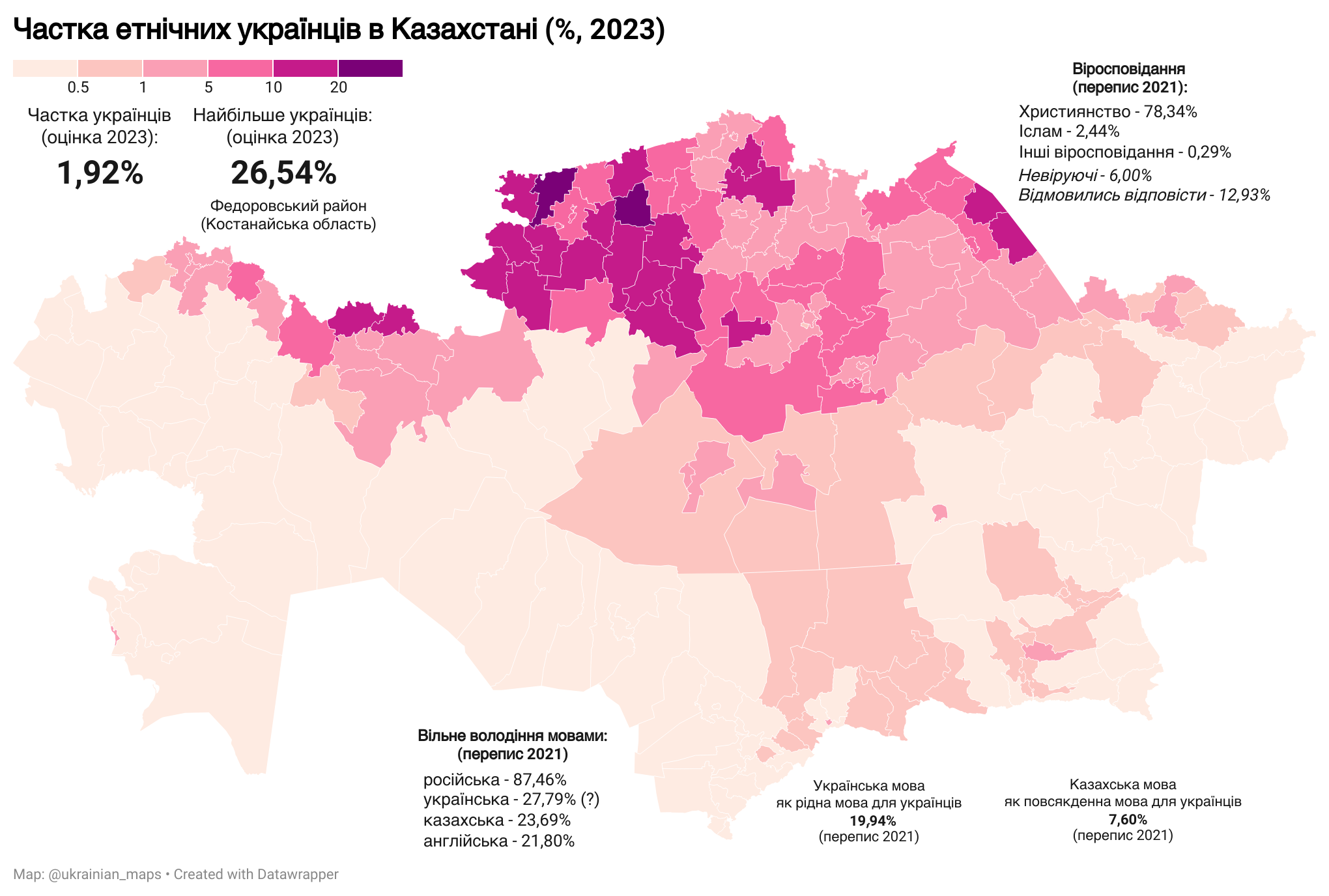
Частка етнічних українців в Казахстані (%, оцінка 2023)

### Громадські організації
Громадські організації Українців у Казахстані об'єднує Асоціація «Українці Казахстану» (Михайло Парипса) у складі якої понад 10 культурних центрів та товариств, 6 творчих колективів, українська гімназія в Астані, українські школи, бібліотеки. Виходить тижневик українською мовою «Українські новини».
2005 року в Астані було утворено другу республіканську організацію українців (у складі 11-ти регіональних українських національно-культурних центрів) — Об'єднання «Рада українців Казахстану» (голова Юрій Тимошенко). Наразі її очолює Юрій Євгенович Тимощенко, який із жовтня 2010-го до кінця 2011 р. був заступником голови Асамблеї народу Казахстану (голова АНК — Президент Н.Назарбаєв), а нині є депутатом Мажилісу Парламенту Республіки Казахстан. До цього об'єднання належать українці переважно в другому і третьому поколіннях. Серед них є чимало відомих представників як колишнього, так і нині діючого політичного істеблішменту.
«Рада українців Казахстану» ініціювала та провела 5 республіканських і 2 міжнародні фестивалі «Україна в моєму серці», бере активну участь у численних державних заходах культурологічного спрямування.

## Чисельність
| N  | Рік  | Кількість |
| -- | ---- | --------- |
| 1  | 1897 | 79 573    |
| 2  | 1926 | 860 201   |
| 3  | 1939 | 658 319   |
| 4  | 1959 | 762 131   |
| 5  | 1970 | 930 158   |
| 6  | 1979 | 897 964   |
| 7  | 1989 | 896 240   |
| 8  | 1999 | 547 052   |
| 9  | 2009 | 333 031   |
| 10 | 2021 | 387 327   |